# Жид-Магура
Жид Ма́гура (Ма́гура-Жи́де) — вершина в Українських Карпатах, у масиві Полонина Боржава. Розташована на межі Мукачівського і Хустського районів Закарпатської області, на захід від села Буковець.
Висота 1517 м. На вершині гори — розлогі полонини з чорничниками, нижче — переважно букові ліси.